# 幸せは、ここにある
『幸せは、ここにある』（原題:Here Today）は2021年に公開されたアメリカ合衆国のコメディ映画である。監督・主演はビリー・クリスタルが務めた。本作はクリスタルの20年ぶりの監督復帰作であり、アラン・ツァイベルが2011年に発表した短編小説「The Prize」を原作としている。
本作は日本国内で劇場公開されなかったが、2022年1月12日よりデジタル配信が始まる予定である。

## 概略
ベテランのコメディライター、チャーリー・バーンツは初期の認知症を患っており、家族のことすらも十分に思い出せないという有り様だった。しかし、自らが業界内の伝説的存在であるという自負はまだ彼に残っていた。そんなある日、チャーリーが自らとランチを共にする権利をオークションに出したところ、ある女性（エマ）によって落札された。意気揚々とランチの席に着いたチャーリーだったが、エマは期待していたような大物ではなく、ストリートを拠点に活動するミュージシャンであった。しかも、落札価格はチャーリーの想定をはるかに下回る22ドルで、挙句の果てに、エマはチャーリーのことを全く知らなかった。
実に気まずい出会いを果たした2人だったが、ここから年齢の壁を超えた友情が芽生えていく。

## キャスト
- チャーリー・バーンツ：ビリー・クリスタル
- エマ・ペイジ：ティファニー・ハディッシュ
- レックス・バーンツ：ペン・バッジリー
- フランシーン・バーンツ：ローラ・ベナンティ
- キャリー・バーンツ：ルイーザ・クラウゼ
- ヴィダー医師：アンナ・ディーヴァー・スミス
- ロジャー：マシュー・ブルサード
- ジャスティン：アレックス・ブライトマン
- ダレル：アンドリュー・デュランド
- ブラッド：マックス・ゴードン・ムーア
- リンゼイ・バーンツ：オードリー・シエ
- ドウェイン・セント・ジョンソン：ニャンビ・ニャンビ
- ゲイリー：ブランドン・ウラノヴィッツ
- 本人：シャロン・ストーン
- 本人：ケヴィン・クライン
- 本人：バリー・レヴィンソン
- 本人：ボブ・コスタス

## 製作
2019年9月4日、ビリー・クリスタルとティファニー・ハディッシュが本作に出演することになったと報じられた。10月2日、ルイーザ・クラウゼの起用が発表された。7日、ペン・バッジリー、ニャンビ・ニャンビ、アンナ・ディーヴァー・スミス、ローラ・ベナンティがキャスト入りした。同月、本作の主要撮影がブルックリンで始まった。2021年4月20日、チャーリー・ローゼンが本作で使用される楽曲を手掛けるとの報道があった。

## マーケティング・興行収入
2021年4月14日、ソニー・ピクチャーズ・ワールドワイド・アクイジションズが本作の全米配給権を獲得し、傘下のステージ6・フィルムズが配給を行うことになったと報じられた。23日、本作のオフィシャル・トレイラーが公開された。5月7日、本作は全米1200館で封切られ、公開初週末に104万ドルを稼ぎ出し、週末興行収入ランキング初登場7位となっている。

## 評価
本作に対する批評家の評価は平凡なものに留まっている。映画批評集積サイトのRotten Tomatoesには55件のレビューがあり、批評家支持率は49%、平均点は10点満点で5.6点となっている。サイト側による批評家の見解の要約は「人間ドラマとコメディがぐちゃぐちゃに混じっている箇所が多い。しかし、ビリー・クリスタルとティファニー・ハディッシュが織りなすケミストリーのお陰で、『ヒア・トゥデイ』はそうした欠点を乗り越えることgできた。」となっている。また、Metacriticには17件のレビューがあり、加重平均値は40/100となっている。